# Krystyna Żywulska
Krystyna Żywulska, właściwie Zofia (Sonia) Landau (ur. 1 września 1914 w Łodzi, zm. 1 sierpnia 1992 w Düsseldorfie) – polska pisarka, felietonistka, autorka tekstów piosenek i graficzka żydowskiego pochodzenia.

## Życiorys
Studiowała prawo na Uniwersytecie Warszawskim, naukę przerwał wybuch II wojny światowej. W 1941 wraz z rodziną przesiedlona została do warszawskiego getta. Po dwóch latach udało jej się wraz z matką uciec (w dramatycznych okolicznościach musiała pozostawić w getcie ojca). Następnie zaangażowała się w działalność polskiego ruchu oporu pod przybranym nazwiskiem Zofia Wiśniewska, pracując w grupie produkującej fałszywe dokumenty. W 1943 została aresztowana przez Gestapo. Przesłuchiwana w alei Szucha podała nazwisko Krystyna Żywulska. Osadzono ją na Pawiaku, a następnie, jako więźniarkę polityczną, zesłano do niemieckiego nazistowskiego obozu koncentracyjnego i zagłady Auschwitz, skąd trafiła do podobozu Birkenau. Była jedną z siedmiu osób, które ocalały z liczącego 800 ludzi transportu z Pawiaka do obozu. Pracowała w kobiecym oddziale rejestrującym nowych więźniów (tzw. Kanada), w bezpośrednim sąsiedztwie komór gazowych. W obozie Krystyna Żywulska układała wiersze (nie można było ich zapisywać), które z czasem stały się bardzo ważne dla jej współwięźniarek. Uczyły się ich na pamięć i przekazywały dalej. Najbardziej znany stał się Wymarsz przez bramę, który miał być odśpiewany w dniu wyzwolenia obozu. Inne tytuły to Apel, Tańcz, dziewczyno, Niewysłany list, Parada, Wcześniej rosły tu brzozy, które również zostały potajemnie przekazane innym więźniarkom i zapamiętane. Większość z tych wierszy została zagubiona, przetrwało osiem, z których cztery Żywulska włączyła do swojej książki Przeżyłam Oświęcim. 18 stycznia 1945, w czasie marszu śmierci, ewakuacji obozu koncentracyjnego z Oświęcimia do Wodzisławia Śląskiego, Żywulskiej udało się uciec na granicy Brzeszcz i Jawiszowic, po czym ukrywała się u tamtejszych mieszkańców.
Po powrocie do Warszawy wyszła za mąż za przyjaciela z dzieciństwa Leona Andrzejewskiego (1910-1978), funkcjonariusza aparatu bezpieczeństwa PRL, i miała z nim dwóch synów, Jacka i Tadeusza. Wstąpiła do PZPR i była członkinią egzekutywy POP PZPR przy Zarządzie Głównym Związku Literatów Polskich w 1950 roku.
Pod koniec lat 50. poznała w Warszawie Thomasa Harlana, którego ojciec, Veit Harlan, w czasach narodowego socjalizmu reżyserował filmy propagandowe. Thomas Harlan zajmował się tropieniem nazistowskich zbrodni osób, które obecnie były ważnymi postaciami w Republice Federalnej Niemiec. Pomogła mu w badaniach, których publikacja była niepożądana w Republice Federalnej Niemiec, ale które ostatecznie przyczyniły się do uruchomienia niemieckich procesów kilku byłych nazistów w latach 60. Gdy Harlan i Żywulska zaczęli odkrywać analogiczne kariery byłych nazistów w Niemieckiej Republice Demokratycznej, zleceniodawcy książki, w której ich badania miały zostać opublikowane, zastopowali projekt.
W 1963 Żywulska napisała swoją kolejną książkę Pusta woda o doświadczeniach getta warszawskiego. Gdy po Marcu 1968 rozwinęła się w Polsce antysemicka kampania, Żywulska, która dopiero w Pustej wodzie ujawniła swoje żydowskie pochodzenie, została poddana ostracyzmowi, a jej synowie byli zmuszeni do opuszczenia kraju. W ślad za nimi udała się najpierw do Monachium, a następnie do Düsseldorfu, gdzie osiedliła się na stałe. Tam przetłumaczyła na język niemiecki obie swoje książki autobiograficzne. Pod koniec życia zajęła się malowaniem obrazów. Umarła na białaczkę. Pochowana jest w Düsseldorfie.

## Twórczość
Debiutowała w 1946 pamiętnikiem Przeżyłam Oświęcim. Książka stanowi zapis wstrząsających wspomnień z życia w obozie zagłady. Wydana również w języku angielskim: I survived Auschwitz, francuskim J’ai survecu Auschwitz, niemieckim Ich überlebte Auschwitz, rosyjskim Я пережила Освенцим oraz czeskim Přežila jsem Osvětim.
Okresu wojny dotyczą również wspomniane wyżej wiersze oświęcimskie i powieść Pusta woda (1963), opublikowana również w języku angielskim Empty Water, francuskim L’eau vide, niemieckim Leeres Wasser, japońskim 空の水. Pisząc o Polakach, Żydach i Niemcach unikała uproszczeń, każdy przypadek rozpatrywała indywidualnie.
Pisała satyry, felietony, fraszki, epigramy i limeryki (ogłoszone w 1956 w książce Tak zwane życie). Jej monologi kabaretowe i piosenki były wykonywane w radiu i filmach, a także drukowane w prasie (np. przez czasopismo Szpilki). W 1968 roku Sława Przybylska wykonała jej piosenkę Żyje się raz. Autorka tekstów dla kabaretów Wagabunda i U Lopka oraz piosenek, z których najpopularniejsze to: Dopóki życie trwa, Taka jestem zakochana, Żyje się raz, Tańcz ze mną, tańcz do filmu Kochajmy syrenki 1966, Ty i ja, i noc do filmu Kulig 1968.

## Nawiązania do życia i twórczości Krystyny Żywulskiej
W 1991 roku Maria Nurowska, na podstawie przeprowadzonych wcześniej rozmów z Krystyną Żywulską, podjęła jeden z wątków jej biografii z czasów pobytu w obozie koncentracyjnym, w książce Listy miłości.
W 1998 roku Liane Dirks w swojej książce „Krystyna” wykorzystała wpisy z pamiętnika Żywulskiej i notatki z przeprowadzonych z nią rozmów. Według Andrzeja Szczypiorskiego ten w połowie dokument, a w połowie literacka stylizacja, tylko częściowo pozwala zbliżyć się do prawdy o Żywulskiej.
W 2012 roku Jake Heggie skomponował krótką operę Inny wschód słońca, której bohaterka (Żywulska) próbuje każdej nocy znaleźć język odpowiedni dla wyrażenia swoich wspomnień, aby móc nagrać je na taśmie.
Od 2012 roku rozwija się projekt filmu fabularnego na podstawie książki Pusta woda.
W 2017 roku rozpoczęły się przygotowania do produkcji filmu „Trzy kobiety” w reżyserii Magdaleny Łazarkiewicz. Film ma opowiadać o przecięciu się losów Krystyny Żywulskiej, Stanisławy Rachwał, więźniarki niemieckiego obozu, po wojnie prześladowanej przez UB oraz jej prześladowczyni z nazistowskiego obozu, Marii Mandel. Jak mówi producent filmu, Andrzej Stachecki, „Z tych historii można stworzyć pewną syntezę traktującą o tym, jak człowiek stający naprzeciw różnych totalitaryzmów umie znaleźć godność w skrajnych sytuacjach i, co najważniejsze, przebaczyć”.